# Moruya charadra
Moruya charadra is een schietmot uit de familie Hydrobiosidae. De soort komt voor in het Australaziatisch gebied.